# Norse Air
Norse Air — южноафриканская авиакомпания со штаб-квартирой Сэндтоне (пригород Йоханнесбурга, ЮАР), выполняющая чартерные пассажирские и грузовые авиаперевозки по аэропортам внутри страны и за её пределами.
Портом приписки авиакомпании и её транзитным узлом (хабом) является Аэропорт Лансерия, находящийся близ Йоханнесбурга.

## История
Авиакомпания Norse Air была основана в 1992 года и начала операционную деятельность с чартерных перевозок в ЮАР, Маврикий и Афганистан.

## Флот
По состоянию на апрель 2009 года воздушный флот авиакомпании Norse Air составляли следующие самолёты:
- 2 × Raytheon Beech King Air 200
- 1 × Fairchild Metro 23
- 2 × Fairchild Metro III
- 9 × Saab 340B